# Colonia Nueva, Aguascalientes
Colonia Nueva är en ort i Mexiko.   Den ligger i kommunen Pabellón de Arteaga och delstaten Aguascalientes, i den centrala delen av landet, 400 km nordväst om huvudstaden Mexico City. Colonia Nueva ligger 1 918 meter över havet och antalet invånare är 371.
Terrängen runt Colonia Nueva är platt österut, men västerut är den kuperad. Terrängen runt Colonia Nueva sluttar österut. Runt Colonia Nueva är det ganska tätbefolkat, med 185 invånare per kvadratkilometer. Närmaste större samhälle är Jesús María, 10,9 km söder om Colonia Nueva. Trakten runt Colonia Nueva består till största delen av jordbruksmark.